# Sakja (klasztor)

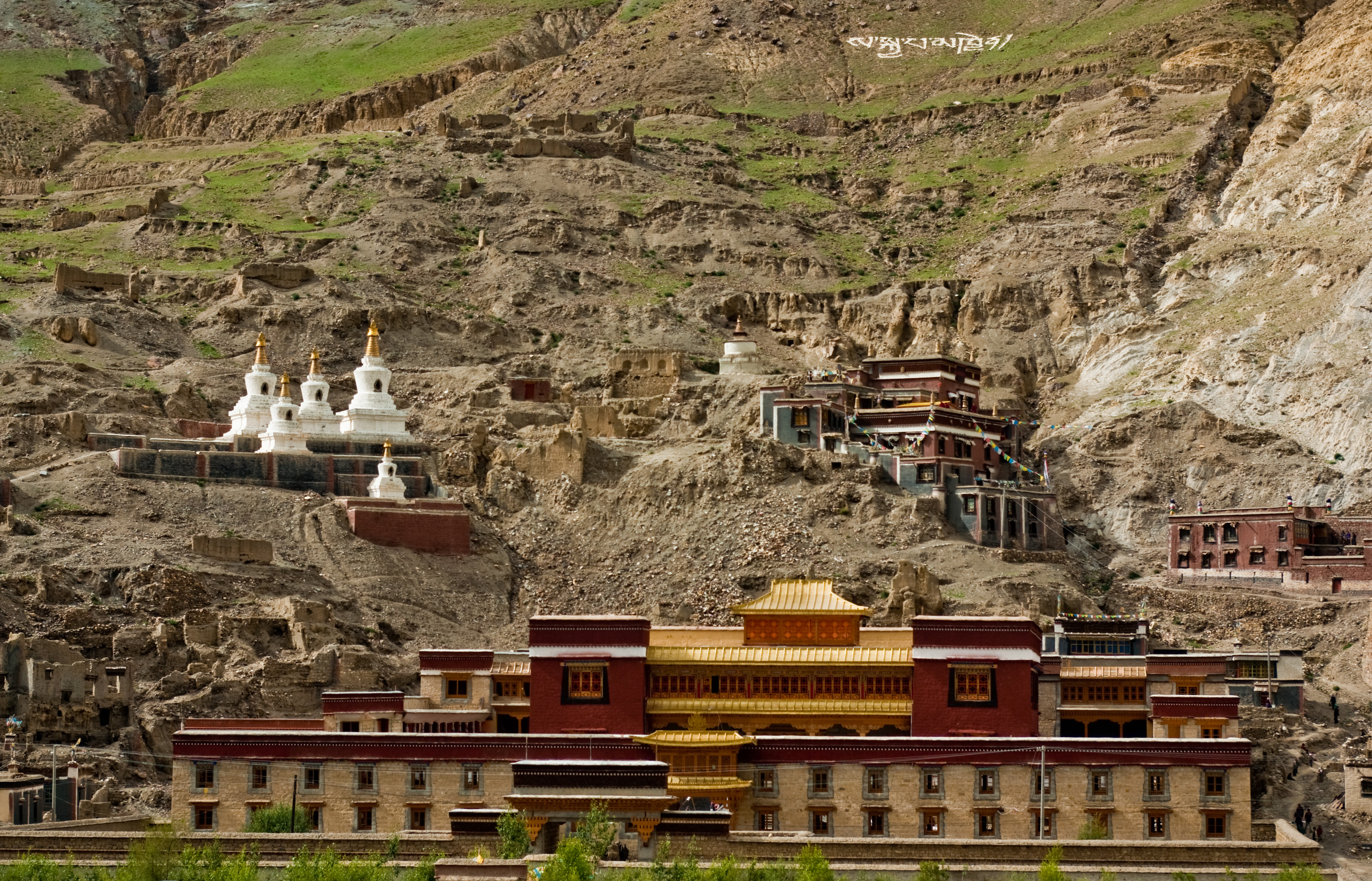
Starsza północna część klasztoru

Klasztor Sakja (tyb: ས་སྐྱ་དགོན།་, Wylie: sa skya dgon pa, od ས་སྐྱ sa skya, szara lub blada ziemia; chiń. 萨迦寺; pinyin Sàjiā sì) – buddyjski klasztor w prefekturze Xigazê, w Tybetańskim Regionie Autonomicznym. Historyczna siedziba szkoły o tym samym imieniu.

## Historia
Budowę klasztoru dla buddyjskiej szkoły sakja rozpoczął w 1073 niejaki Konczog Gialpo (Wylie: Dkon mchog rgyal po), członek arystokratycznego rodu Khon (pochodzili z niego również wszyscy główni lamowie linii przekazu – sakjapowie). Szkoła ta, podobnie jak większość tybetańskich linii przekazu, powstała w czasach buddyjskiego odrodzenia (w okresie rozbicia politycznego w Tybecie w XI i XII wieku), a Sakja Gompa stała się jej głównym klasztorem (do 1959).
Największe znaczenie i rozwój tradycji datowany jest na okres podboju mongolskiego, kiedy to w imieniu chanów sakjapowie zarządzali Tybetem, a wśród Mongołów zaczął rozprzestrzeniać się buddyzm. Za rządów Pakpa lamy (1256–1280), bratanka wielkiego Sakja Pandity, klasztor rozbudowano (1269–1277) dodając Wielką Świątynię (Lha-khang chen-mo), będącą de facto fortecą w stylu mongolskim.
Ze względu na swoją długowieczność oraz ogromne znaczenie w historii politycznej Tybetu, klasztor był miejscem przechowywania wielu bezcennych dzieł sztuki, na które składały się tradycyjne malowidła i rzeźby wytworzone w Bengalu, Kaszmirze, Nepalu i Chinach oraz zwoje biblioteczne w językach: tybetańskim, chińskim, mongolskim i sanskrycie.

## Architektura
Kompleks został zbudowany w dolinie rzeki Trum Chu, przy czym starsza część zajmuje północne, strome zbocze, a XIII wieczna mongolska forteca usytuowana jest na drugim brzegu rzeki.
Zabudowany górski stok stanowił monastyczne „miasteczko” z licznymi świątyniami (Utse Nyingba, Utse Sarma, Gorum Lhakang, Shitok Labrang, Labrang Shar), z których przetrwały tylko niektóre. Pełnią one dzisiaj właściwe funkcje klasztorne, ponieważ w wyniku działań wojennych, XVI-wiecznej przebudowy i zniszczeń spowodowanych chińską rewolucją kulturalną, niewiele śladów charakterystycznej, mongolskiej architektury przetrwało. Po stronie północnej jedyną ocalałą budowlę stanowi otoczona wysokim, fortecznym murem świątynia Lhakang Czempo (Lha-khang chen-mo). W pewnej odległości od klasztoru znajdują się odosobnienia medytacyjne w formie jaskiń, w których zgodnie z tradycją miał medytować Sakja Pandita.

## Galeria zdjęć

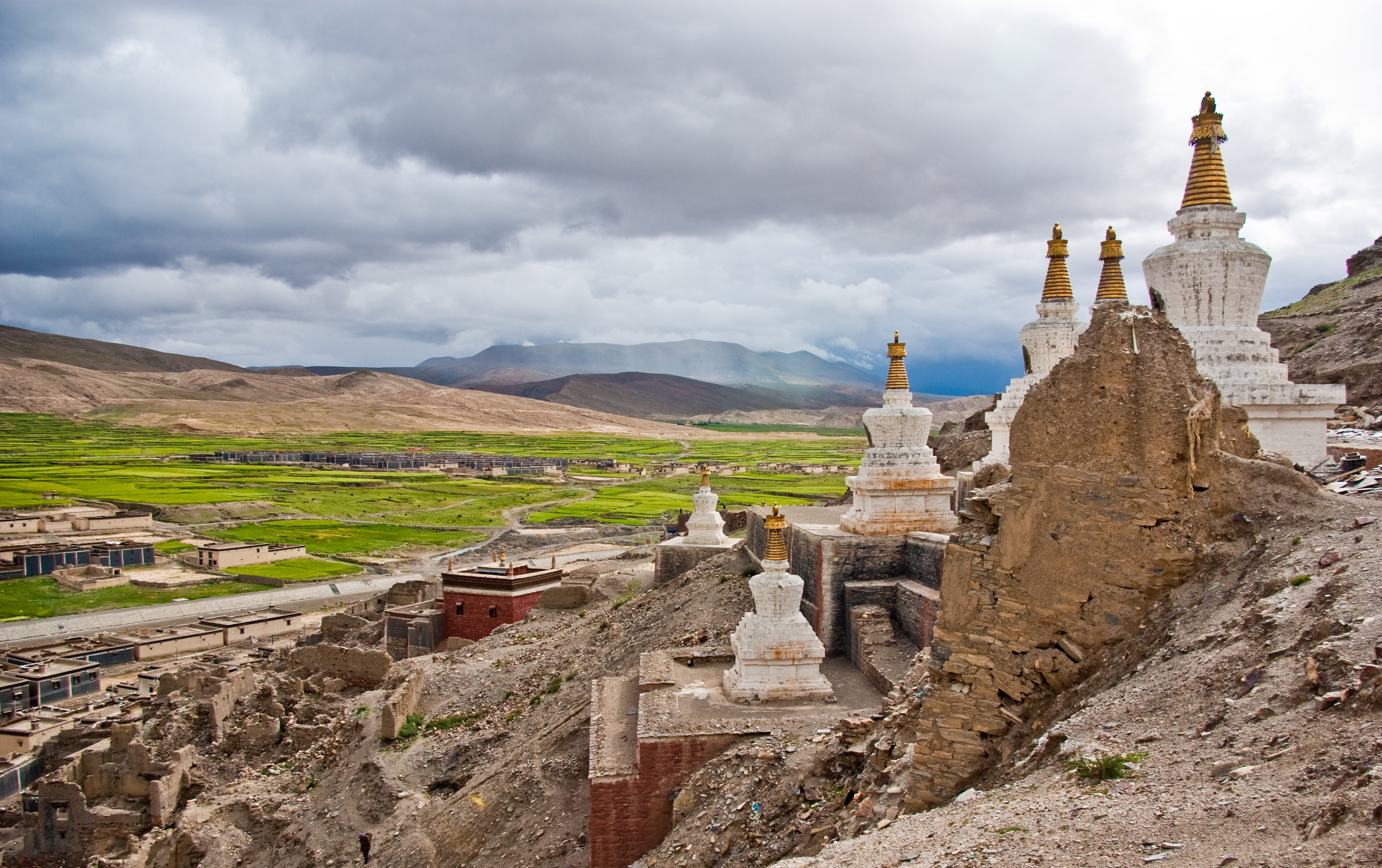
Ruiny zabudowań na zboczu doliny
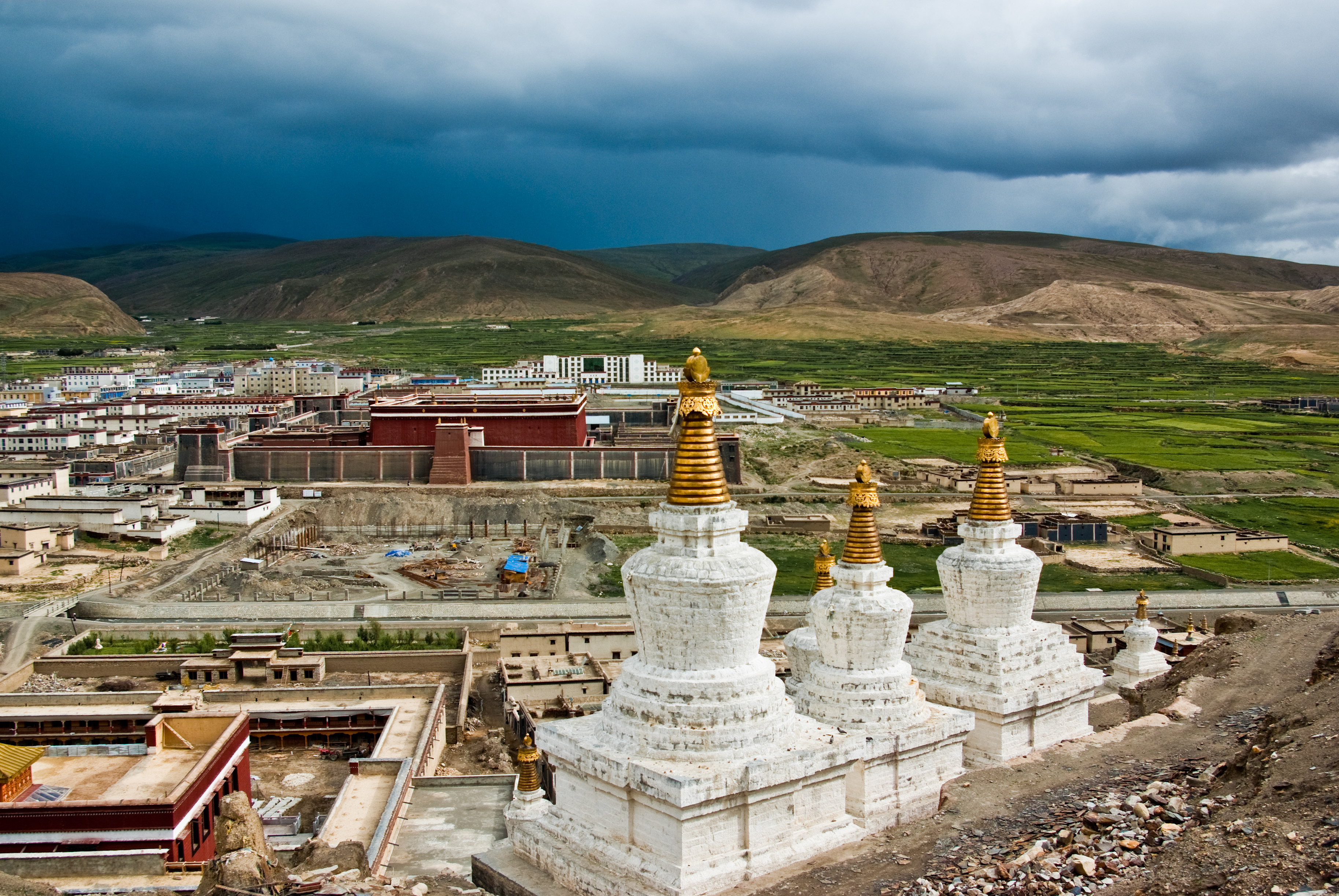
Lhakang Czempo widziany ze zbocza doliny
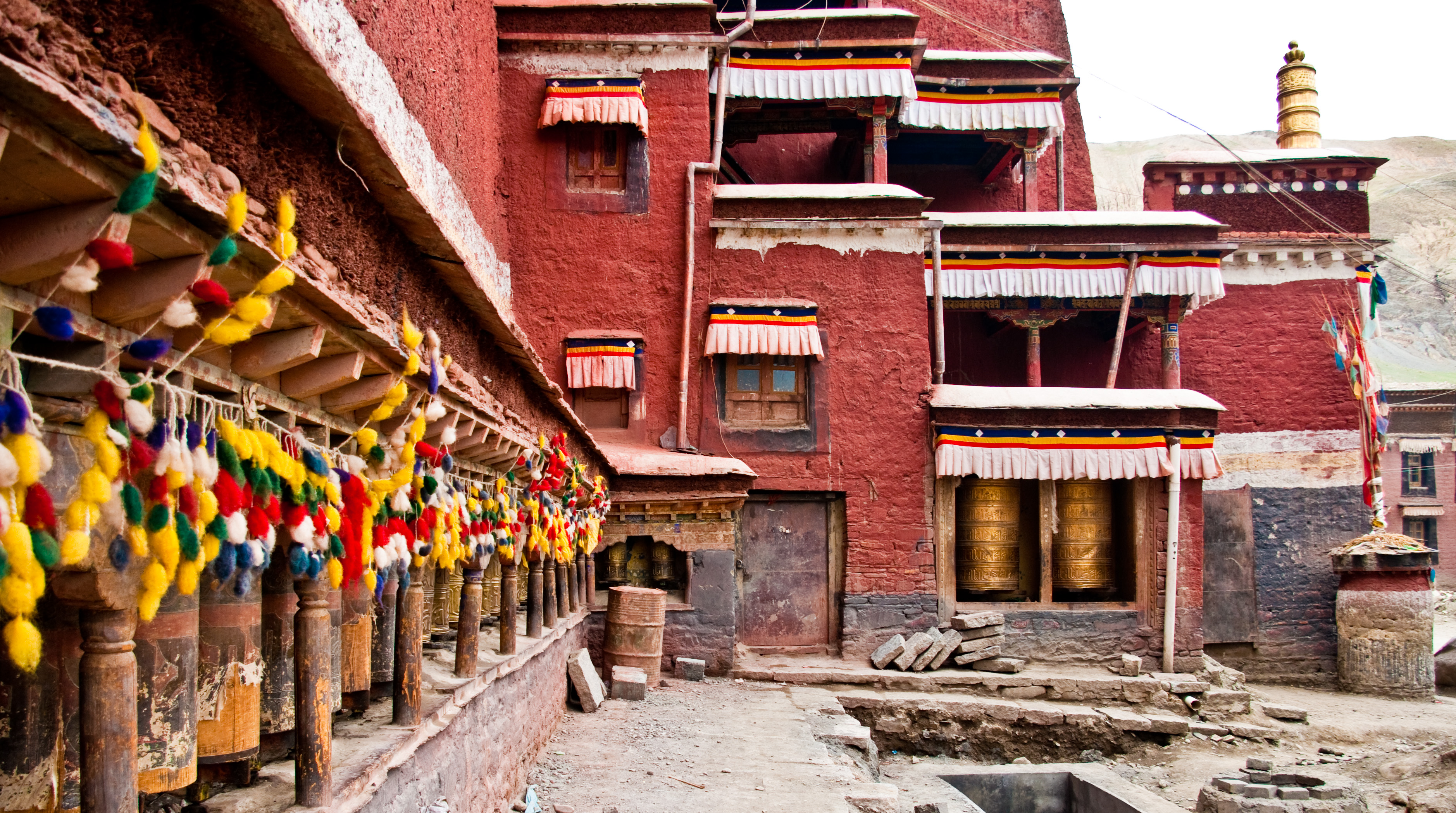
Tradycyjna zabudowa i młnki modlitewne
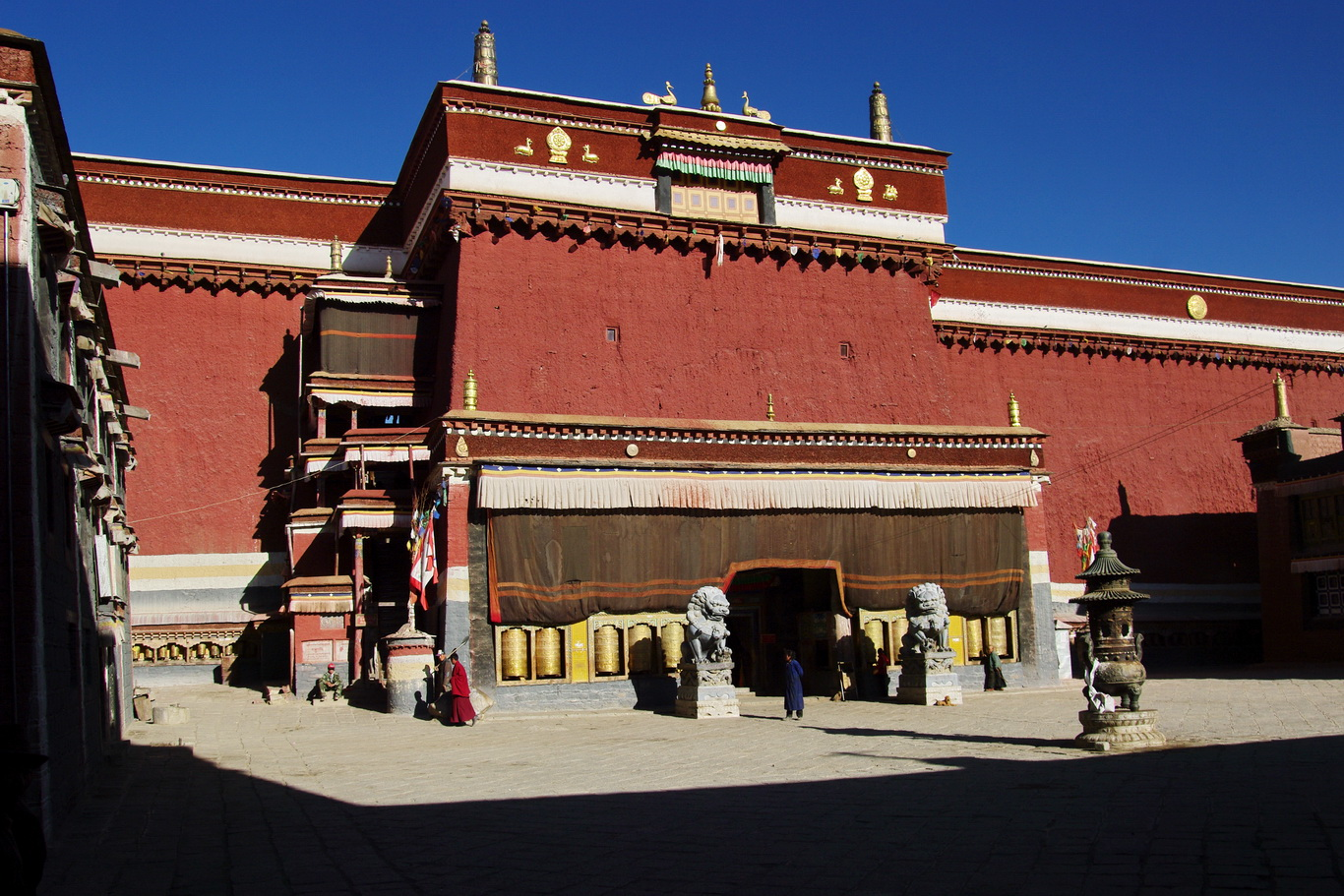
Wejście główne do świątyni Lhakang Czempo